# Erdsittich

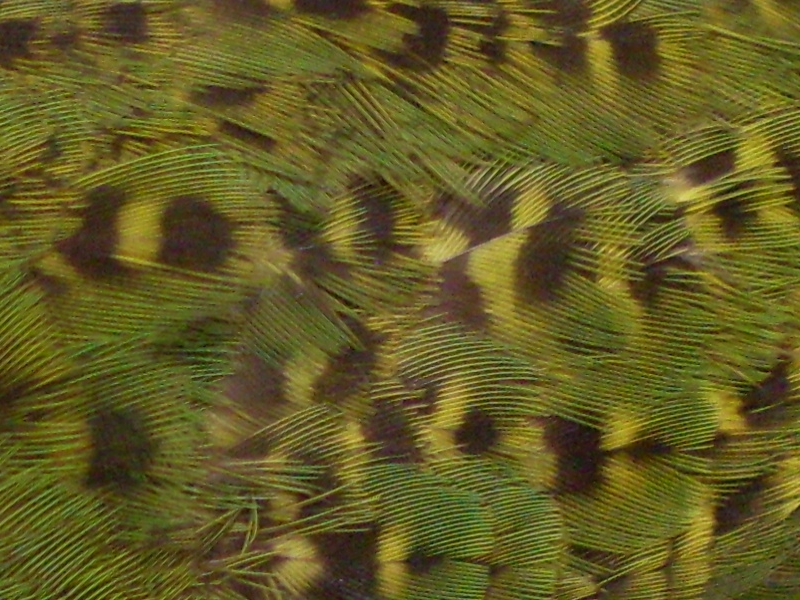
Detail des Gefieders

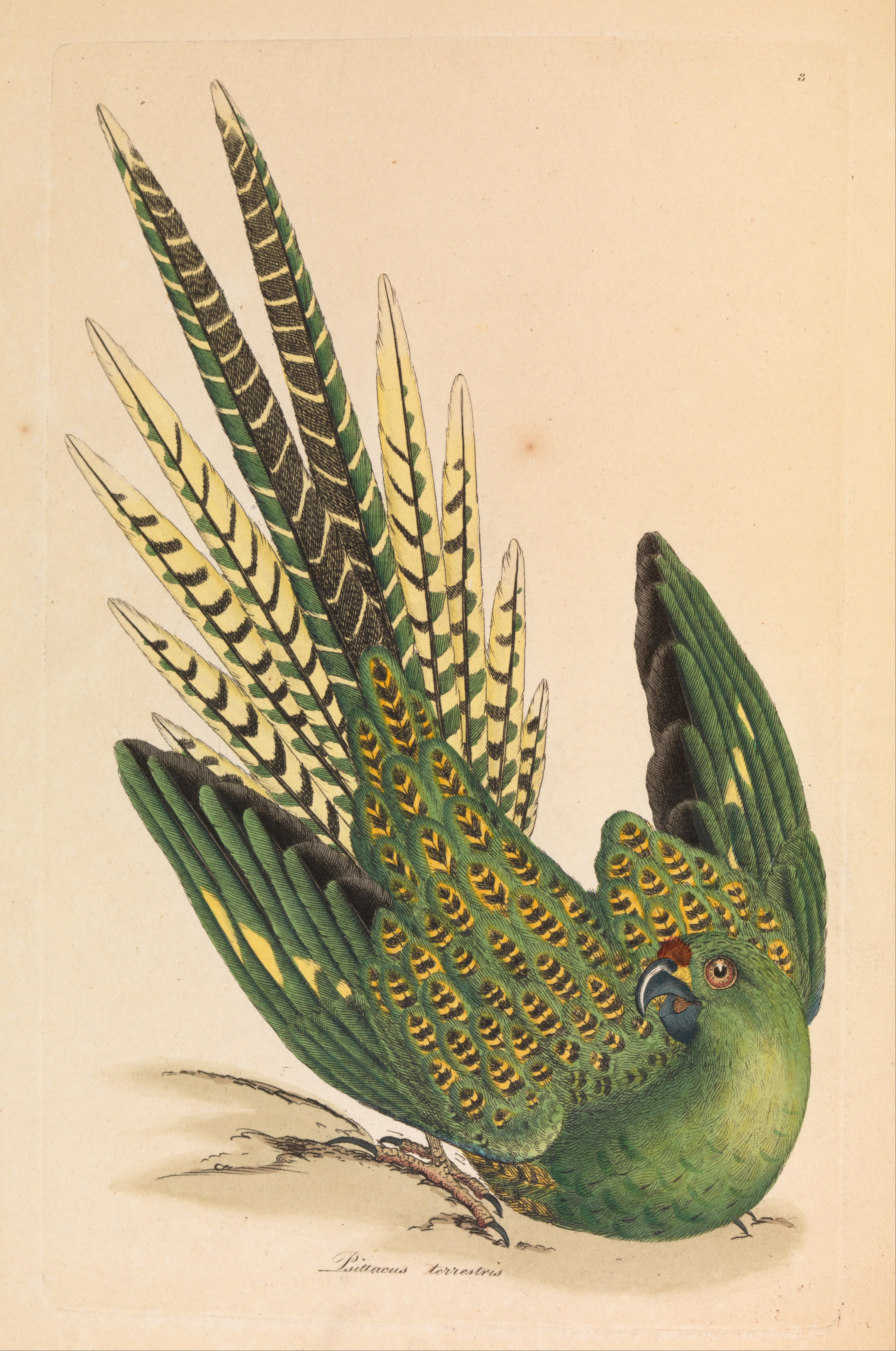
Darstellung aus dem 18. Jahrhundert

Der Erdsittich (Pezoporus wallicus) ist eine seltene Papageienart aus der Gattung der Erdsittiche (Pezoporus).

## Merkmale
Der Erdsittich erreicht eine Größe von 30 Zentimetern, wovon 17 Zentimeter die Schwanzfedern in Anspruch nehmen. Das Gefieder ist hauptsächlich gelblich-grün, wobei jede Feder gelbe und schwarze Streifen zeigt. Die Männchen haben kräftige rote Federn an der Stirn, bei den Weibchen sind nur wenige rote Federn auf der Stirn zu sehen. Außerdem sind die schwarzen Streifen nicht so kräftig ausgeprägt. Die Iris ist dunkelgelb und die Füße bräunlich-grau. Die Jungvögel sehen den Altvögeln sehr ähnlich, ihnen fehlen aber die roten Federn an der Stirn.

## Verbreitungsgebiet
Der Erdsittich bewohnt die Küstengebiete und angrenzenden Heidelandschaften im Süd-Westen und Süd-Osten Australiens und Tasmaniens wo er bis in 1300 m Höhe vorkommt. Auch an Flussmündungen in der Ebene und sumpfigen Graslandschaften wurde diese Art schon beobachten. Die Sittiche bevorzugen vor allem niedrige Vegetation mit wenigen Büschen. In Queensland bewohnen die Sittiche nicht nur Heiden und Trockengebiete, sondern auch Moorlandschaften (Wallum).

## Lebensweise
Der Erdsittich ist dämmerungs- und nachtaktiv, er fliegt schnell und gleitet niedrig über den Boden. Mit ihren langen Beinen sind die Erdsittiche sehr schnelle Läufer. Wenn sie sich am Boden fortbewegen wird ihr schneller Lauf immer wieder von Pause unterbrochen. Die meiste Zeit seines Lebens verbringt er auf der Erde, um allerlei Gräser und Heidekrautpflanzen zu suchen, deren Samen er frisst. Bevorzugt frisst er die Samen der Akazien (Acacia) und der Mesomelaena spaerocephala. Er kommt nur in kleinen Populationen vor, deswegen wurde die Art unter strengen Schutz gestellt.
Sein Ruf besteht aus 3 oder 4 hohen, glockenähnlichen Tönen. Sie klingen wie „tii-tii-stit“ oder „tii-tii-tii-stit“. Nach diesen Ruf kann man zuweilen mehrere schrille Laute hören. Bevor der Ruf ganz zu Ende ist, wird von den Sittichen noch ein lang gezogener Ton ausgestoßen.

## Fortpflanzungsverhalten
Die Brutzeit des Erdsittichs liegt zwischen September und Dezember. Sein Nest baut er auf den Boden oder in Bodennähe, das Gelege besteht aus drei bis vier Eiern, die etwa drei Wochen bebrütet werden. Während der Aufzucht der Jungen landen die Eltern einige Meter vor dem Nest auf den Boden und laufen dann auf „Schleichwegen“ oder durch Tunnel, die sie in Gras getreten haben, zu ihren Jungen.

## Besonderheiten
Der Erdsittich ist neben dem Kakapo und dem Höhlensittich der Papagei, der am besten an das Leben auf den Boden angepasst ist. Sie setzen sich auch nicht auf Zweige oder Äste, denn die Füße sind an das Leben auf den Boden angepasst. Die Zehen an den Füßen sind auch nicht so stark gekrümmt wie bei Papageien üblich.

## Unterarten
- Pezoporus wallicus wallicus
- Pezoporus wallicus flaviventris North, 1911

## Gefährdung
Da diese Sittichart die meiste Zeit auf den Boden verbringt, ist sie in trockenen Jahreszeiten von Gras- und Buschbränden bedroht. Nach solchen Katastrophen müssen die Tiere in andere Gebiete ziehen. Sie kehren aber oft nach einigen Jahren in die abgebrannten Gebiete zurück und lassen sich dort wieder nieder.